# 卡文迪什實驗
卡文迪什试验（Cavendish experiment，又稱卡文迪许扭秤实验），由亨利·卡文迪什於1797年8月5日至1798年5月完成。是第一个在实验室內完成的测量两个物体之间万有引力的实验，并且第一个准确地求出了万有引力常数和地球质量。其他人则藉由他的实验结果求得了地球密度。

## 歷史
这个实验在1783年之前由約翰·米歇爾设想出来，他为此制作了一个扭秤仪器。然而他并未完成这个实验，并于1793年去世。他去世后，他的仪器传给弗朗西斯·約翰·海德·沃拉斯頓，之后又传给卡文迪什。卡文迪什复原了这个仪器并继续用它实现米歇爾原本的实验目标。
卡文迪什通过这个仪器进行了一系列的测量，之后于1798年在《自然科學會報》上发表了自己的实验结果。

## 实验
卡文迪什制造的实验装置是一台扭秤。用线捆绑的1.8m长的木棍两端各有一个直径2-英寸（51-），重为1.61-磅（0.73-）的铅制球。两个直径12-英寸（300-），重为348-磅（158-）的大铅球分别放在小球附近大约9英寸（230）远，各自用悬挂装置挂起 。实验即测量大球和小球之间微弱的引力。

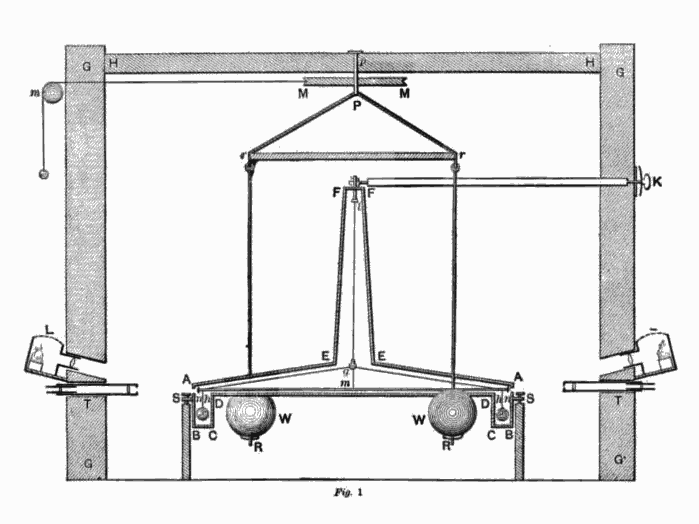
大球悬挂在框架上，可以被旋转，以置于小球附近。（卡文迪什论文中的图1）

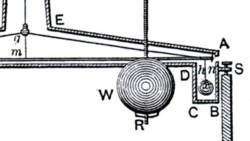
扭秤的平衡臂(m)、大球(W)、小球(x)的细节特写。

两个大球放在水平木棒的两侧，使得它们施加于小球的力使木棒向同一个方向旋转。小球和木棒受力旋转后，吊起木棒的丝线就会旋转，直到丝线中产生的反向力矩与大小球之间引力的力矩平衡为止。测量木棒转过的角度可以知道丝线扭转后产生的力矩，进而可以得出大小铅球之间的引力大小。地球和铅球之间的引力可以經由测量铅球所受的重力直接得出，因此根据万有引力定律可直接得到地球的质量，以及密度。
藉著卡文迪什的实验数据得到的地球密度为水的密度的5.448±0.033倍，而他本人在论文中的结论是5.480±0.038倍。1821年弗朗西斯·贝利找到了导致错误的一个计算问题。
测量了木棒转过的角度{\displaystyle \theta }之后，还需要知道丝线的扭转系数{\displaystyle \kappa }，才能求得丝线产生的力矩{\displaystyle \tau }：
{\displaystyle \tau =-\kappa \theta }
为了得到丝线的扭转系数，卡文迪什测量了丝线和木棒在稳定之前，作简谐旋转时的自然周期。这一周期{\displaystyle T}大约为20分钟。再根据木棒的转动惯量{\displaystyle I}，即可求出扭转系数：
{\displaystyle T=2\pi {\sqrt {\frac {I}{\kappa }}}}
实际上，木棒很难完全静止，所以卡文迪什不得不在木棒轻微旋转时测量旋转角。
而使扭秤旋转的力非常小，大约{\displaystyle 1.74*10^{-7}}N，大约是小球质量的1⁄50,000,000，卡文迪什的设备的灵敏度在当时是非常高的。 为了防止空气流动和温度变化带来的测量误差，卡文迪什把整个装置放在他住宅内的一个小蓬里，用长2英尺（0.61）、宽10英尺（3.0）、高10英尺（3.0）的木盒子里。通过小蓬上的两个洞，卡文迪什用望远镜观察扭秤的运动。木棒的位置变化大约0.16英寸（4.1）。卡文迪什通过木棒末端的游标卡尺对微小转动进行测量，精度超过百分之一英寸。卡文迪什实验的测量精度在1895年才被查理士·凡而儂·波伊斯的实验超过。那时，卡文迪什的扭秤法成了测量万有引力常数的主流方法，许多当代实验方法也从扭秤法衍生而来。这也是卡文迪什做的实验现在被称为“卡文迪什实验”的原因。

## 成就
该实验是物理学史上的经典实验之一。这是科学家第一次测量并得到比较精确的万有引力常数，这样，对于天体以及地球质量的估计才成为可能。实验的难点在于完全去除环境的干扰，以及扭秤和光标的精度。卡文迪许在这方面做出了创造性的工作，其实验精度，在后续的近百年时间里，没有人能超过。在18世纪的工艺条件下，完成这样精度的实验是一个伟大的成就。

## 与万有引力常数的关系
在卡文迪什的年代，以万有引力常数描述的牛顿万有引力定律还未成为引力的标准描述方法。直到1873年才首次提到万有引力常数G。
卡文迪什以地球的密度作为这一实验的最终结果，他将其称为“测量地球的重量”。后人将他的结果改写为现代的表达形式：
{\displaystyle G=g{\frac {R_{\text{earth}}^{2}}{M_{\text{earth}}}}={\frac {3g}{4\pi R_{\text{earth}}\rho _{\text{earth}}}}\,}
转换为国际单位制后，结果为{\displaystyle 5.448g/cm^{3}}，得到{\displaystyle G=6.74\times 10^{-11}m^{3}\cdot kg^{-1}\cdot s^{-2}}，与2014年科学技术数据委员会推荐的万有引力常数值相差小于1%。
因此，部分物理史学者认为卡文迪什并没有测出引力常数。然而物理学家有时会使用非国际单位制单位。例如高斯引力常数定义为一个定值，而卡文迪什实验则可视作对于天文单位的测量。在卡文迪什的时代，物理学家对质量和重量使用相同的单位，采用g作为标准的重力加速度。当地球半径已知时，地球的密度也就表征了引力常数。因此地球的密度在当时是一个颇受关注的物理量。1774年进行的榭赫倫實驗就是一个尝试测量地球密度的实验。由此，尽管存在争议，一般仍认为卡文迪什首次做出对万有引力常数的测量。

## 另見
- 榭赫倫實驗
- 万有引力定律